# نیکی لاو (بازیکن فوتبال، زاده ۱۹۸۸)
نیکی لاو (انگلیسی: Nicky Law؛ زادهٔ ۲۹ مارس ۱۹۸۸) بازیکن فوتبال اهل بریتانیا است.
از باشگاه‌هایی که در آن بازی کرده است می‌توان به باشگاه فوتبال روترهام یونایتد، باشگاه فوتبال رنجرز، باشگاه فوتبال برادفورد سیتی، باشگاه فوتبال مادرول، باشگاه فوتبال یئوویل تاون، و باشگاه فوتبال شفیلد یونایتد اشاره کرد.